# Ivan Kaye
Ivan Kaye este un actor englez. A interpretat rolul lui Dr. Johnathon Leroy în EastEnders șir4 al lui Bryan în The Green Green Grass. A mai interpretat rolul Ducelui de Milan în toate cele trei sezoane ale serialului The Borgias și al regelui Aelle în serialul canadian History TV Vikingii.

## Filmografie
| Titlu                             | Rol                         | An           |
| --------------------------------- | --------------------------- | ------------ |
| The Bill                          | Alan Wilcocks               | 1991-2010    |
| Sam Saturday                      | DI Sam Saturday             | 1992         |
| Men of the World                  | John                        | 1994         |
| Cold Comfort Farm                 | Reuben Starkadder           | 1995         |
| Casualty                          | Guy                         | 1995-2001    |
| Bugs                              | General Maliq               | 1996         |
| Solomon                           | Adonijah                    | 1997         |
| Faith in the Future               | Mark                        | 1998         |
| Microsoap                         | Roger                       | 1998-2000    |
| A Dinner of Herbs                 | Dan Bannaman                | 2000         |
| Metropolis                        | Hector                      | 2000         |
| Sunburn                           | Kidnapper                   | 2000         |
| The Peter Principle               | Paulo                       | 2000         |
| The Armando Iannucci Shows        |                             | 2000         |
| Bad Girls                         | Charlie Atkins              | 2000-2001    |
| Dinotopia                         | Catrone                     | 2002         |
| Lenny Blue                        | DI Featherstone             | 2002         |
| Trial & Retribution VI            | Bob Brickman                | 2002         |
| London's Burning                  | Jimmy Watts                 | 2002         |
| The Eustace Bros.                 | Dennis Walton               | 2003         |
| Inside the Mind of Paul Gascoigne | Narator                     | 2005         |
| EastEnders                        | Dr. Jonathan Leroy          | 2004         |
| Layer Cake                        | Freddie Hurst               | 2004         |
| Control                           | Norton                      | 2003-2005    |
| Self Portrait                     | Burton                      | 2005         |
| The Green Green Grass             | Bryan                       | 2005-2009    |
| Holby City                        | Jimmy Furnival              | 2008         |
| Chief                             | Chief                       | 2011         |
| Injustice                         | DS Harry Bowman             | 2011-2013    |
| The Borgias                       | Duce de Milan               | 2011         |
| Assassination Games               | Polo Yakur                  | 2011         |
| Tortoise in Love                  | Sean                        | 2012         |
| Dark Shadows (Umbre întunecate)   | Joshua Collins              | 2012         |
| Vikings (Vikingii)                | Regele Aelle de Northumbria | 2013-prezent |
| Hammer of the Gods                | Ivar                        | 2013         |
| Top Hat                           | The Gentleman               | 2013         |

## Teatru
West End Theatre;
- (1987) Teatru.       'Serious Money'.                Wyndham's Theatre.   Zac Zackerman.
- (1990) Muzical. 'The Rocky Horror Show'.   Piccadilly Theatre.      Eddie/Dr. Scott.
- (1993) Teatru.       'On The Piste'.                   Garrick Theatre.         Dave.
- (1994) Teatru.       'View from the Bridge'.      Strand Theatre.          Marco.
- (2000) Teatru.        'In Flame'.                        Ambassadors.            Matt / Frank / Fabrizio.

National Theatre;
- (1988) Teatru.         'The Changeling'.                      National Theatre.       Don Pedro.
- (1988) Teatru.         'The Magic Olympical Games'.   National Theatre.       Magus.
- (1989) Teatru.         'Ghetto'.                                    National Theatre.       Kruk/ Sasha Molevsky.
- (1992) Teatru.         'Fuente Ovejuna'.                       National Theatre.       Dan Manrique.

Altele;
- (1980) Muzical.    'Charlie and the Chocolate Factory'       Sadler's Wells/Sheffield Crucible.   Willy Wonka.
- (1984) Teatru.         'In Nomine Patris'                                 Edinburgh/King's Head                   Dad.  (Fringe First)
- (1984) Review.     'The Floodlight's Review'                      Edinburgh.                                     Diverse Roluri/+Scenarist.  (Nominalizare pentru Perrier)
- (1985) Musical.    'Sammy's Magic Garden'                       Edinburgh Festival/Latchmere.       Compost.
- (1986) Teatru.         'Rosencrantz and Guildenstern are Dead'. Latchmere. Player King.
- (1987) Panto.       'Cinderella'                                           Latchmere.                                     Ugly Sister.
- (1994) Play.          'View from the Bridge'                         Bristol Old Vic/Birmingham Rep.     Marco.
- (1996) Musical.     'Lock up your Daughters'.                     Chichester Festival Theatre.          Ramble.
- (1999) Teatru.           'In Flame'.                                            Bush Theatre.                                Matt/ Frank / Fabrizio.
- (2002) Teatru.           'Teeth 'n' Smiles'                                   Sheffield Crucible.                         Saraffian.

## Legături externe
- Ivan Kaye la Internet Movie Database
- Ivan Kaye la CineMagia